# Roman Sabiński
Roman Sabiński (ur. 28 grudnia 1908 we Lwowie, zm. 28 czerwca 1978 w Manchesterze) – polski piłkarz, hokeista, olimpijczyk z Lake Placid 1932.

## Życiorys
U kresu I wojny światowej w listopadzie 1918 uczestniczył w obronie Lwowa podczas wojny polsko-ukraińskiej, za co otrzymał Krzyż Obrony Lwowa.
Był reprezentantem Lwowskiego Towarzystwa Łyżwiarskiego i Pogoni Lwów. W reprezentacji Polski rozegrał 35 spotkań. W 1933 zdobył mistrzostwo Polski. Na igrzyskach olimpijskich w 1932 zajął 4 miejsce.
W 1937 był kierownikiem sekcji tenisowej LKS Pogoń Lwów.
Podczas II wojny światowej był oficerem 9 Batalionu Strzelców Flandryjskich.
Zmarł 28 czerwca 1978 w Manchesterze.